# Josef Sochor (politik)
Josef Sochor (1. září 1869 Liběšice u Jičína – ???) byl český a československý politik a senátor za Komunistickou stranu Československa a později za odštěpeneckou formaci Komunistická strana Československa (leninovci).

## Biografie
Profesí byl strojvůdcem státních drah ve výslužbě v Mezimostí.
V parlamentních volbách v roce 1925 získal za KSČ senátorské křeslo v Národním shromáždění. V roce 1929 byl v souvislosti s nástupem skupiny mladých, radikálních komunistů (takzvaní Karlínští kluci), kteří do vedení KSČ doprovázeli Klementa Gottwalda, odstaven od moci a vyloučen z KSČ. V parlamentu se stal členem nového poslaneckého klubu nazvaného Komunistická strana Československa (leninovci). V senátu zasedal do roku 1929.